# Macrognathus taeniagaster
Macrognathus taeniagaster är en fiskart som först beskrevs av Fowler, 1935.  Macrognathus taeniagaster ingår i släktet Macrognathus och familjen Mastacembelidae. Inga underarter finns listade i Catalogue of Life.